# Васисский район
Ва́сисский район — административно-территориальная единица в составе Омской области РСФСР СССР, существовавшая в 1940—1963 годах.
Районный центр — село Васисс.

## История
В 1940 году образован Васисский район из частей Знаменского, Седельниковского, Тарского районов.
На 1 января 1941 года в районе насчитывалось 11 сельских советов. Ближайшая железнодорожная станция находилась в городе Омске (418 км от райцентра). Территория района 6000 км².
В 1941 году центр Петровского 2 сельского совета село Петровка 2-я переименован в Петровку, центр Старовасильевского сельского совета переносится в село Быстрое, центр Фёдоровского сельского совета перенесён в село Вишнёвка.
В 1944 году образован Пологрудовский сельский совет путём выделения из Бутаковского сельского совета Знаменского района.
На 1 января 1947 года в районе насчитывалось 11 сельских советов. Ближайшая железнодорожная станция находилась в городе Омске. Территория района 6000 км².
В 1952 году центр Боровского сельского совета переносится из села Боровое в село Гриневичи, центр Старовасильевского сельского совета переносится в посёлок Туй, центр Фёдоровского сельского совета перенесён в село Литковка.
В 1954 году к Атирскому сельскому совету присоединён Боровской, Петровский 2 сельский совет переименован в Петровский. Ликвидирован Фёдоровский сельский совет с присоединением к Петровскому и Сырбашкинскому сельским советам.
В 1963 году район был упразднён. Территория вошла в Тарский район.

## Административно-территориальное деление
- Атирский сельский совет (село Атирка)
- Большетунзинский сельский совет (село Большие Тунзы)
- Васисский сельский совет (село Васисс)
- Егоровский сельский совет (село Егоровка)
- Имшегальский сельский совет (село Имшегал)
- Князевский сельский совет (село Князевка)
- Петровский сельский совет (село Петровка)
- Мартюшевский сельский совет (село Мартюшево)
- Пологрудовский сельский совет (село Пологрудово)
- Старовасильевский сельский совет (село Старовасильевка)

## Население
По всесоюзной переписи население 15 января 1959 года в районе проживало 14 624 человека в сельской местности (6998 мужчин и 7626 женщин).